# Чарыков, Алексей Андреевич
Алексей Андреевич Чарыков (178?, Тамбовская губерния — 1824, Воронежская губерния) — полковник лейб-гвардии Измайловского полка, адъютант командующего сводным гвардейский корпусом генерал-лейтенанта Малютина при Аустерлице и Фридланде, воронежский губернский предводитель дворянства.

## Биография
Родился в Тамбовской губернии в старинной дворянской семье.
В 1805 году поручик Чарыков награждён орденом святой Анны 3 степени за Аустерлиц.
В 1807 году штабс-капитан Чарыков награждён орденом святого Владимира 4 степени с бантом за Фридланд.
В 1812 году полковник Чарыков занимался формированием Воронежского пехотного полка.
В 1815 году согласно определению Тамбовского депутатского собрания, был внесён в VI часть родословной книги Воронежской губернии. Имел поместье в селе Рамонь, избирался воронежским уездным предводителем дворянства.
С 1822 года по 1824 год полковник А. А. Чарыков был воронежским губернским предводителем дворянства.

## Награды
- Орден Святого Владимира IV степени
- Орден Святой Анны II степени
- Орден Святой Анны III степени
- Орден «За заслуги» (Пруссия)[3]